# Acacia donaldii
Acacia donaldii är en ärtväxtart som beskrevs av Henry Haselfoot Haines. Acacia donaldii ingår i släktet akacior, och familjen ärtväxter. IUCN kategoriserar arten globalt som otillräckligt studerad. Inga underarter finns listade i Catalogue of Life.